# 悔悛するマグダラのマリア (エル・グレコ、ウースター)
『悔悛するマグダラのマリア』（かいしゅんするマグダラのマリア、西: Magdalena penitente、英: Penitent Magdalene）は、ギリシア・クレタ島出身のマニエリスム期のスペインの巨匠エル・グレコが制作したキャンバス上の油彩画。ギリシア語の署名があることから画家がイタリアからスペインに到着してまもない時期の1577-1580年ごろに制作されたと思われる。『新約聖書』に登場する悔悛する女性の典型であり、人類の罪の赦しの典型であるマグダラのマリアが主題となっている。作品は米国、マサチューセッツ州にあるウースター美術館に収蔵されている。

## 主題
「洗礼」こそ真の「悔悛」の秘蹟であるとして「悔悛」の意義を否定したプロテスタントに対して、対抗宗教改革期にカトリック側はこの「悔悛」の主題を称揚した。そして、この主題に最もふさわしい聖人として取り上げられたのが聖ペテロとマグダラのマリアである。娼婦であったマグダラのマリアは、人間の普遍的な罪を一身に担う存在と考えられた。彼女は、イエス・キリストがシモンの家に食事に招かれた際、「香油が入れてある石膏の壺を持ってきて、泣きながら、イエスのうしろでその足もとに寄り、まず涙でイエスの足をぬらし、自分の髪の毛でぬぐい、そして、その足に接吻して、香油を塗った」（「ルカによる福音書」：第7章37-38)。彼女は熱烈な愛情と不変の忠誠をキリストに捧げたのみならず、キリストの磔刑と埋葬に立ち会い、最初にキリストの復活を発見した人物でもある。マグダラのマリアのアトリビュートは「香油の壺」であるが、そのほかにもロザリオ、髑髏、聖典が彼女を特定するのに用いられることがある。

## 歴史的背景
マグダラのマリアは、中世以降、無数の美術作品の主題に採用されてきた。中世後期においては、もっぱら「キリストの磔刑」図でキリストの足元に悲嘆する姿で描かれたが、中世末からルネサンスにいたって主題のレパートリーも増え、「十字架降下」、「キリストの埋葬」、「キリストの復活」、「ノリ・メ・タンゲレ」などにも登場するようになった。「悔悛する」図像で、マグダラのマリアが頻繁に描かれるようになったのはトリエント公会議以降のことである。カトリックのローマ教会の政策は、若くて魅力のあるマグダラのマリアの肉体を信仰への情熱に結び付けることであったため、17世紀半ばにいたると、この主題に名を借りたエロティックな作品が多数生み出されることになった。そして、このマグダラのマリア像の原型を作ったのは16世紀ヴェネツィア派の巨匠ティツィアーノである。
現在、エル・グレコ作と考えられる『悔悛するマグダラのマリア』は5点存在するが、その中で本作は、ネルソン・アトキンス美術館の作品と並んで、ティツィアーノの影響を最も顕著に示す作例といわれている。ティツィアーノは1530年ごろから1570年ごろにかけて、ほとんど同じ構図で『悔悛するマグダラのマリア』を描いているが、これに工房作を加えるとその数は膨大なものとなる。エル・グレコがそれら一群の作品群を知っていたことは十分に想像される。また、エル・グレコが移り住んだスペインにも、当時少なくとも2点の作例 (現在では失われている) があった。

## 作品

ティツィアーノ『悔悛するマグダラのマリア』(1565年)、エルミタージュ美術館 (サンクトペテルブルク)

エル・グレコもティツィアーノ同様、スペイン到着後から死の直前まで何点もの『悔悛するマグダラのマリア』を描いているが、「ドメニコスの手になる」というギリシア語の署名のある本作は、その一連の作品のうちの初期のものである。ティツィアーノからの影響は、崖を用いて画面を対角線で二分する構図に加えて背景の遠くに広がる風景や、天を仰ぎ見るマグダラのマリアのポーズに見て取れる。しかし、ティツィアーノの作品では顔と身体の向きは一致して、画面には安定感が保たれているのに、エル・グレコの作品では身体は強く捻じれ、手から腕、肩から顎を経由して頭部に至る曲線は、画面の中に螺旋状に上昇していくダイナミズムを生み出している。また、ティツィアーノの豊満な身体は自然の潤いを感じさせるが、エル・グレコの逞しく、彫塑的な身体、特にその太い腕、異様に長いS字型の頸、小さな頭部は、自然主義や古典的な調和とは異なったミケランジェロの芸術を範とする中部イタリアのマニエリスム様式であることを示している。なお、本作のマグダラのマリアに見られる悔悛して救いを求める表情は非常に感傷的で、劇画的とさえいえる。
背景に見える風景は、おそらくスペイン・カスティーリャの荒野で、ティツィアーノの作品に見られる湿潤な自然とはまったく異なっている。上に広がる雲はいまだ、画家の後のダイナミックな様相を示していないが、濃い青空の中の黒雲はそれを十分に予見させる。ガラス製の香油壺の背景に透けた髑髏が描かれており、細部の質感表現に対する画家の深い関心と技量が見て取れる。また、その香油壺の上方に描かれた、おそらく「不滅の愛」を象徴している蔦の描写も、エル・グレコの手になるものとしては非常に写実的である。このような点景としての植物は画家の作品にしばしば見られるものであり、激情的な画面の中に一抹の安らぎを与えている。

## エル・グレコの『悔悛するマグダラのマリア』

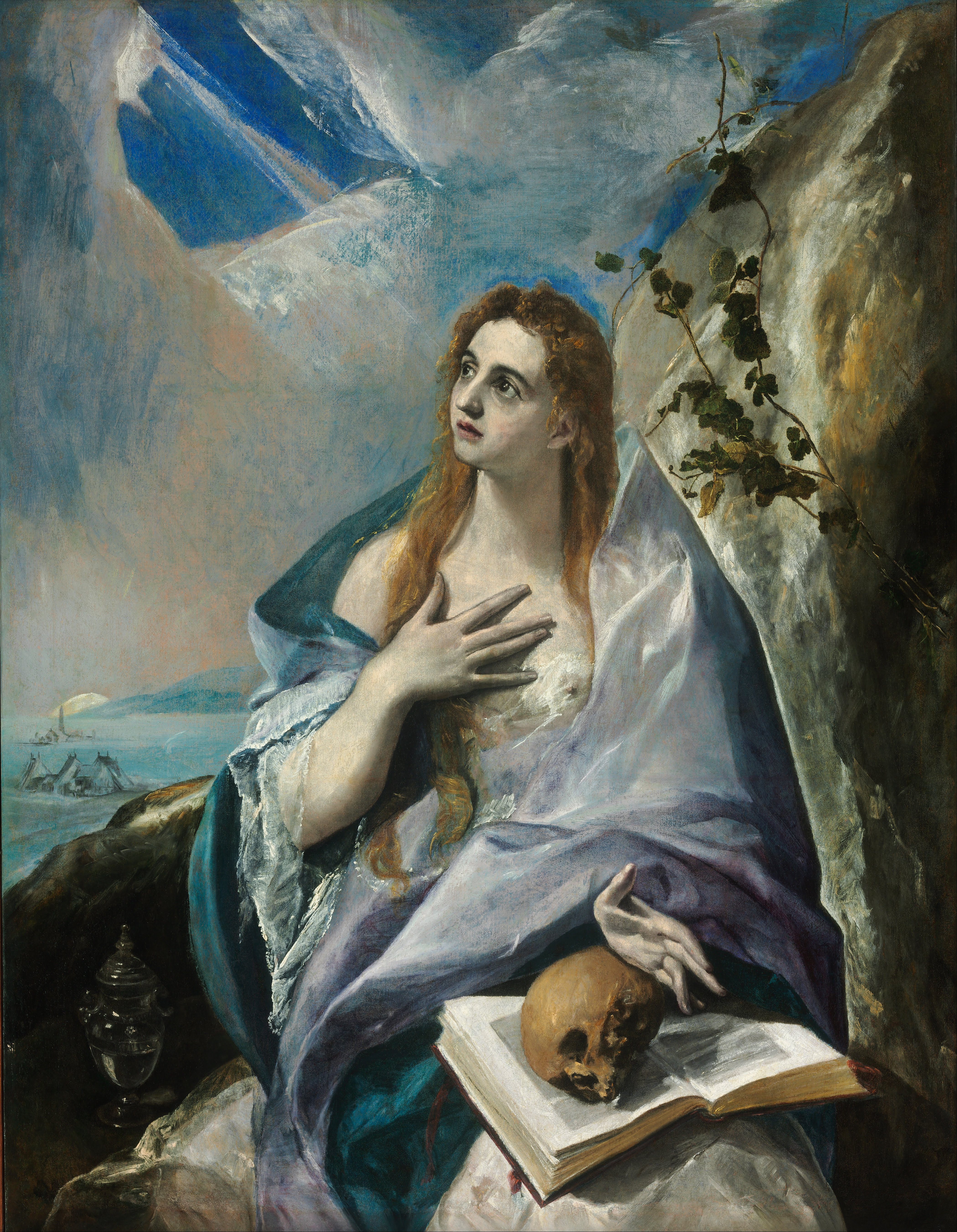
『悔悛するマグダラのマリア』（1576-1578年ごろ）ブダペスト国立西洋美術館、ブダペスト
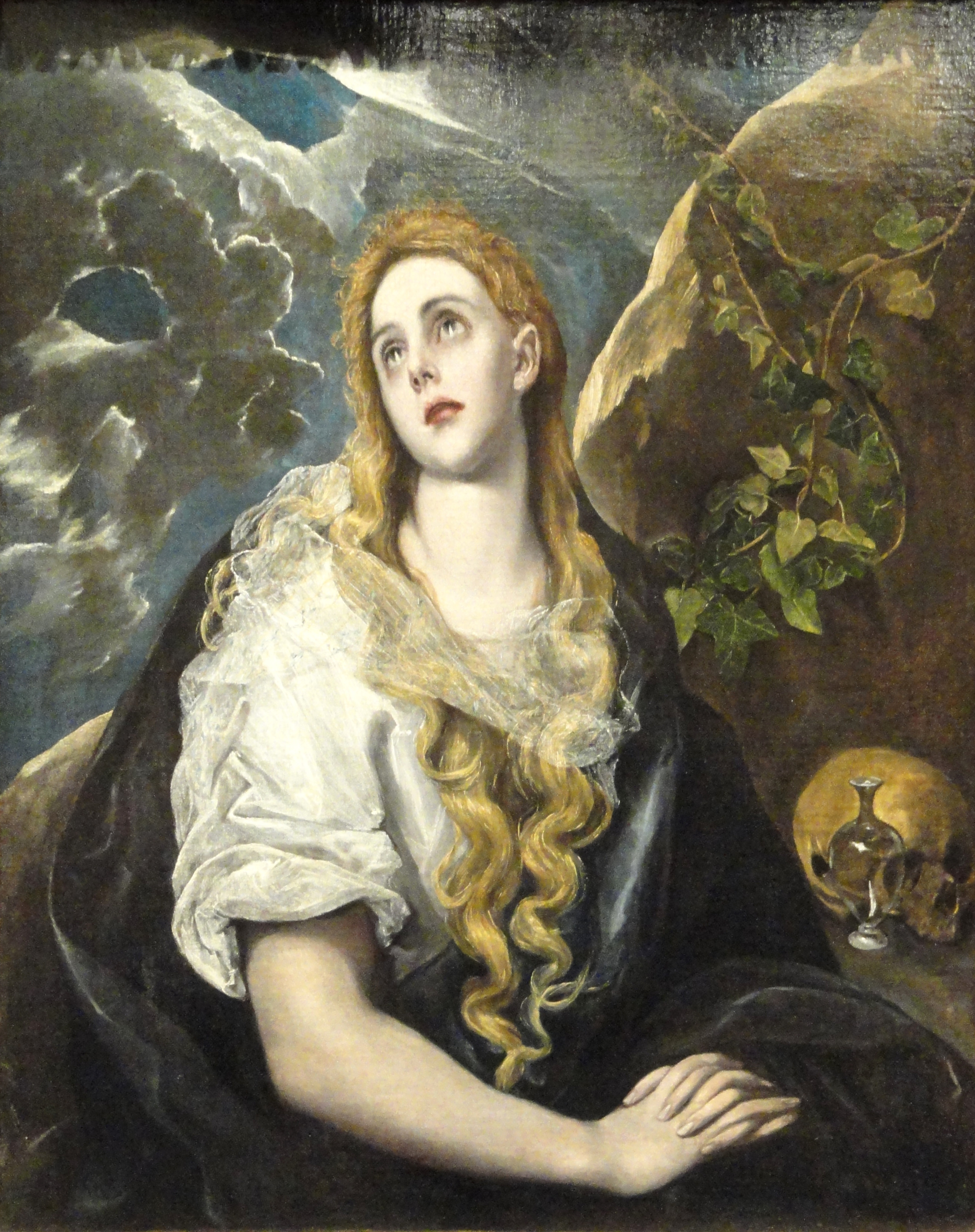
『悔悛するマグダラのマリア』（1580-1585年ごろ）ネルソン・アトキンス美術館、カンザスシティ (ミズーリ州)
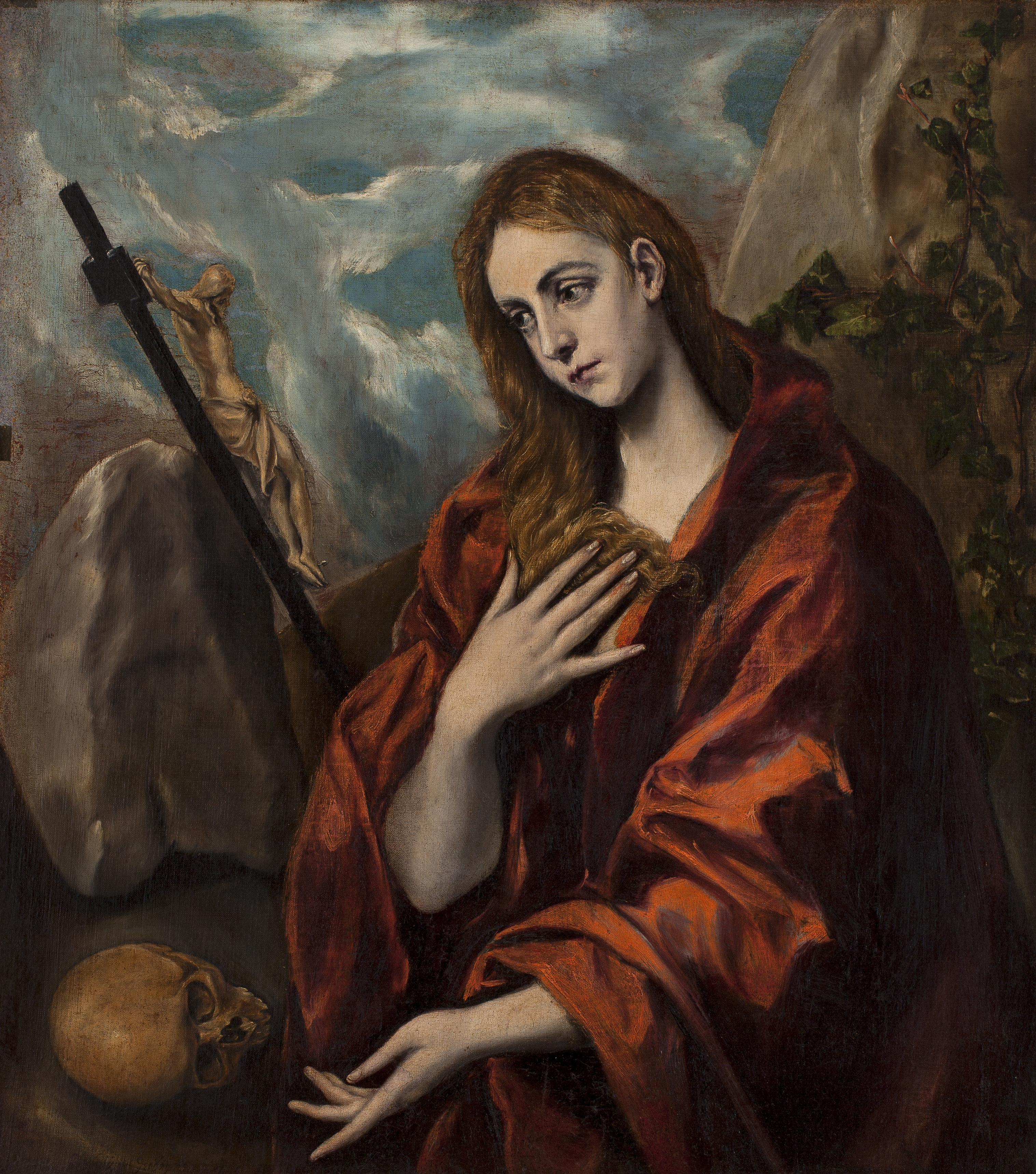
『悔悛するマグダラのマリア』（1585年ごろ）カウ・フェラー美術館（英語版）、シッチェス
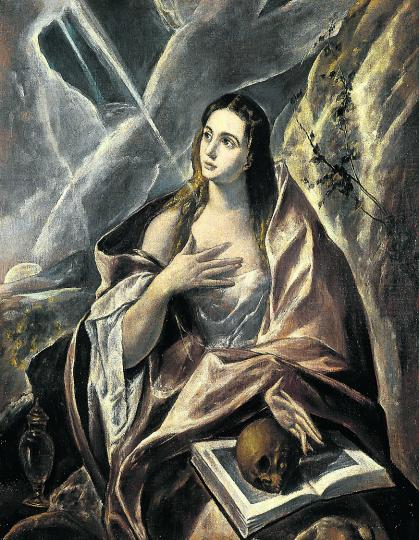
『悔悛するマグダラのマリア』（1590年ごろ）モンセラート修道院、モンセラート